# Resolució 1494 del Consell de Seguretat de les Nacions Unides
La Resolució 1494 del Consell de Seguretat de les Nacions Unides fou adoptada per unanimitat el 30 de juliol de 2003. Després de reafirmar totes les resolucions sobre Abkhàzia i Geòrgia, particularment la Resolució 1462 (2003), el Consell va ampliar el mandat de la Missió d'Observació de les Nacions Unides a Geòrgia (UNOMIG) fins al 31 de gener de 2004 i va aprovar l'establiment d'un component policial.

## Resolució

### Observacions
En el preàmbul de la resolució, el Consell de Seguretat va subratllar que la manca de progrés en un acord entre les dues parts era inacceptable. Va condemnar l'enderroc d'un helicòpter UNOMIG l'octubre de 2001, en que van resultar nou morts, i va lamentar que els autors de l'atac no s'haguessin identificat. Van se benvingudes les contribucions de les forces de manteniment de la pau de la UNOMIG i de la Comunitat d'Estats Independents (CIS) a la regió, a més del procés de pau liderat per les Nacions Unides.

### Actes
El Consell de Seguretat va acollir amb beneplàcit els esforços polítics per resoldre la situació, en particular els "Principis bàsics per a la distribució de competències entre Tbilisi i Sukhumi" per facilitar les negociacions entre Geòrgia i Abkhàzia. Va lamentar la manca de progrés en les negociacions d'estatus polític i la negativa d'Abkhàzia a discutir el document, i va demanar a ambdues parts que superessin la seva desconfiança recíproca. Es van condemnar totes les violacions de l'Acord d'Alto el Foc i Separació de Forces de 1994. El Consell també va acollir amb beneplàcit la disminució de les tensions a la vall de Kodori i la signatura d'un protocol per ambdues parts el 2 d'abril de 2002. Es van observar les preocupacions de la població civil i es va demanar a la part georgiana que garantís la seguretat de la UNOMIG i de les tropes de la CEI a la vall.
La resolució va instar a les dues parts a revitalitzar el procés de pau, va exigir que es dugués a terme un progrés urgent en matèria de refugiats i desplaçats interns i reafirmés la inacceptabilitat dels canvis demogràfics derivats del conflicte. Tant a Geòrgia com a Abkhàzia se'ls va demanar que implementessin recomanacions d'una missió d'avaluació conjunta a la regió de Gali, i a Abkhàzia, en particular, se li va demanar millorar l'aplicació de la llei, abordar la manca d'instrucció als georgians ètnics en la seva llengua materna i garantir la seguretat dels refugiats que tornen.
El Consell va tornar a demanar a ambdues parts que adoptessin mesures per identificar els responsables de l'enderroc d'un helicòpter UNOMIG l'octubre de 2001 i va acollir amb satisfacció les salvaguardes establertes des de la caiguda de l'helicòpter. Es va demanar a ambdues parts que se separessin de la retòrica militar i dels grups armats il·legals. Addicionalment, va condemnar el segrest i la presa d'ostatges de quatre membres de la UNOMIG, el sisè incident d'aquesta mena, així com la manca d'identificació de sospitosos.
Finalment, va aprovar la proposta del Secretari General Kofi Annan per establir un component policial de 20 oficials per enfortir la capacitat de la UNOMIG, i li va demanar que mantingués informat regularment al Consell sobre l'evolució, la informació en el termini de tres mesos sobre la situació.